# Jacques Maissiat
Pour les articles homonymes, voir Maissiat.
Jacques Henri Marie Maissiat est un homme politique français né le 28 mars 1805 à Nantua (Ain) et mort le 26 mars 1878 à Nantua.

## Biographie
Médecin en 1838 et agrégé de médecine en 1839, il est conservateur adjoint des collections de la faculté de médecine, puis titulaire en 1852. Il est député de l'Ain de 1848 à 1851, siégeant à droite.

## Sources
- « Jacques Maissiat », dans Adolphe Robert et Gaston Cougny, Dictionnaire des parlementaires français, Edgar Bourloton, 1889-1891 [détail de l’édition]